# Fußangel-Spornblume
Die Fußangel-Spornblume (Centranthus calcitrapae) ist eine Pflanzenart aus der Gattung der Spornblumen (Centranthus) in der Unterfamilie der Baldriangewächse (Valerianoideae).

## Merkmale

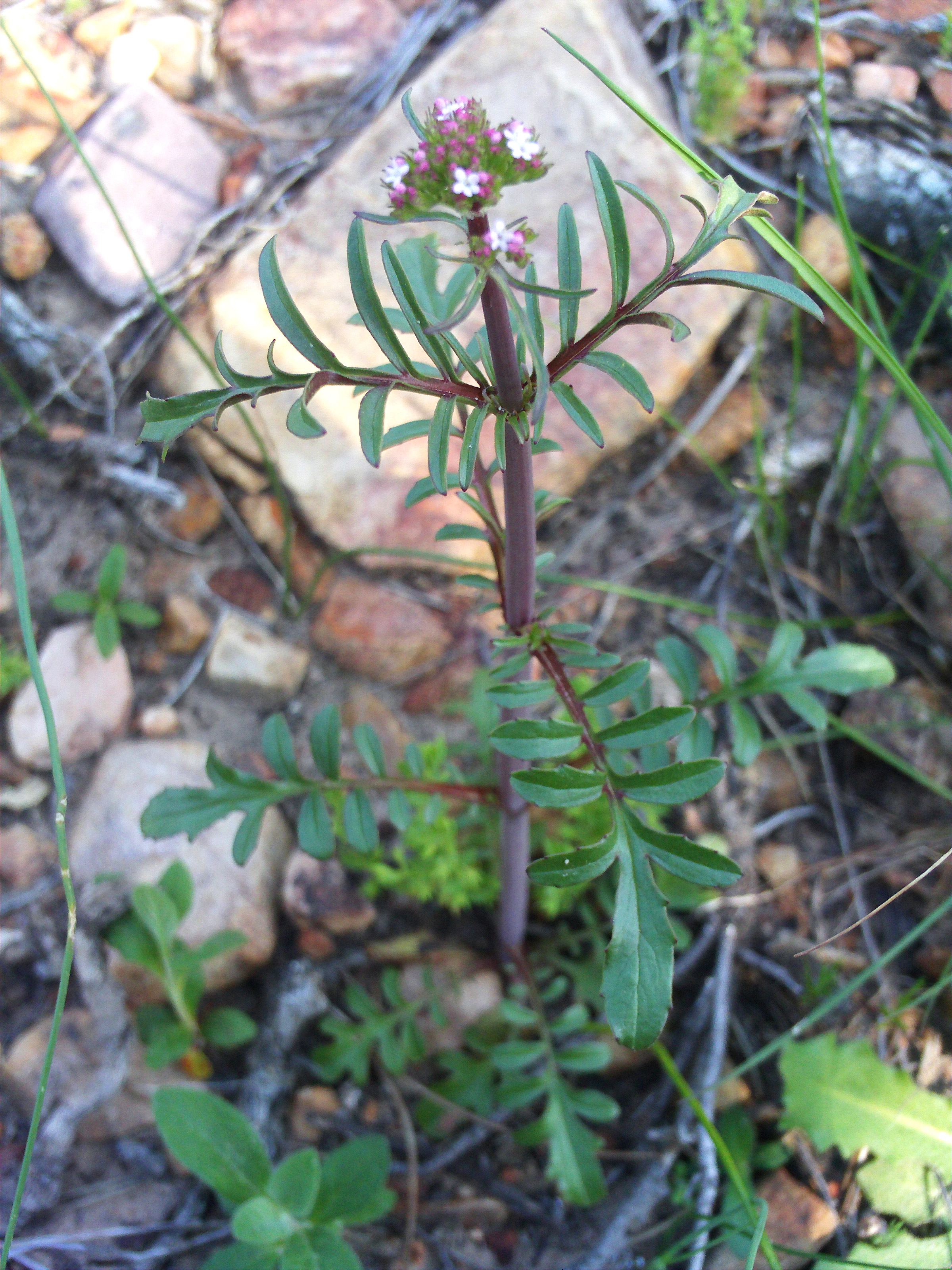
Fußangel-Spornblume (Centranthus calcitrapae)

Die Fußangel-Spornblume ist eine einjährige Pflanze, die Wuchshöhen von 10 bis 40 Zentimeter erreicht. Sie ist kahl, blaugrün bereift und einstängelig. Die Blätter sind gegenständig. Die unteren Blätter sind bis 10 Zentimeter lang, gestielt, spatelig, vorne stumpf und seitlich gekerbt oder gezähnt. Nach oben hin werden die Blätter mehr sitzend und fiederschnittig.
Die Blüten sind in Teilblütenständen angeordnet. Diese entspringen den oberen Blattachseln und sind endständig, sitzend, gabelig und dicht. Die Blütenkrone ist verwachsen und rosa. Ihre Röhre ist bis 2 Millimeter lang und weist in der Mitte einen kurzen Sporn auf. Es sind 5 ungleiche Zipfel und ein Staubblatt vorhanden. Der Fruchtknoten ist unterständig. In der Blütezeit ist der Kelch lediglich ein ringförmiger Wulst. Zur Fruchtzeit entfalten sich aus ihm die zur flugfähigen Frucht gehörenden fiederigen Borsten.
Die Blütezeit reicht von März bis Juni.
Die Chromosomenzahl beträgt 2n = 32.

## Vorkommen
Die Fußangel-Spornblume kommt vom Mittelmeerraum bis Kleinasien vor. Sie wächst auf Trockenrasen und Ödland. Das ursprüngliche Verbreitungsgebiet umfasst Madeira, Marokko, Algerien, Tunesien, Libyen, Gibraltar, Spanien, Portugal, Frankreich, Italien, die Balearen, Korsika, Sardinien, Sizilien, Kroatien, Albanien, Griechenland, Kreta, die Ägäis, die Türkei und die Ukraine. Auf den Kanaren ist die Ursprünglichkeit zweifelhaft. Auf den Azoren und in Großbritannien ist sie ein Neophyt.

## Taxonomie und Namenserklärung
Das Basionym für Centranthus calcitrapae (L.) Dufr. ist Valeriana calcitrapae L. Carl von Linné, der als Erster der Art diesen Namen gab, übernahm von Caspar Bauhin die Bezeichnung „foliis calcitrapae“, was bedeutet, dass die Blätter denen der Stern-Flockenblume (Centaurea calcitrapa) ähnlich sind. „Calcitrapa“ ist lateinisch und bedeutet die Waffe Fußangel oder Krähenfuß. Centaurea calcitrapa hat nämlich Stacheln, die wie bei einem Krähenfuß wirken. Centranthus hat überhaupt keine solche Stacheln; die Ähnlichkeit bezieht sich allein auf die Blätter.